# Национальный симфонический оркестр Республики Башкортостан
Национальный симфонический оркестр Республики Башкортостан — творческий коллектив Республики Башкортостан

## История
Коллектив был создан как симфонический оркестр телерадиокомпании «Шарк». В феврале 1994 года преобразован в Национальный симфонический оркестр Республики Башкортостан. Большой вклад в создание оркестра внес Камалов, Тагир Таузяхович, который являлся первым художественным руководителем и главным дирижёром.
Учредителями оркестра были Кабинет министров Республики Башкортостан и Мэрия города Уфы.
В феврале 1996 года коллектив получил статус государственного учреждения культуры и искусства.
21 февраля 1996 года Национальный симфонический оркестр Республики Башкортостан отнесён к категории ведущих творческих коллективов республики.
Оркестр входит в круг постоянных участников фестиваля музыки композиторов Поволжья и Урала, проводимого под эгидой Союза композиторов России.
Оркестр записал «Антологию башкирской симфонической музыки».
За успехами оркестра стоит целая плеяда талантливых музыкантов и руководителей, каждый из которых внес достойный вклад в его развитие — народный артист РБ Тагир Камалов, заслуженный артист России и народный артист РБ Владимир Белов, заслуженный деятель искусств РБ Рустем Сулейманов, заслуженный работник культуры РБ Владимир Рихтер, заслуженный артист РБ Алексей Воронин, заслуженный артист РБ Раушан Якупов.
За время своего существования коллектив исполнил тысячи концертов в Уфе, Республике Башкортостан, городах России и в странах Европы.
Яркими страницами в истории коллектива стали концерты с лучшими зарубежными и отечественными дирижёрами и солистами, среди них — Владимир Спиваков, Дмитрий Хворостовский, Сергей Ролдугин, Александр Сладковский, Владислав Лаврик, Ирина Архипова, Николай Петров, Зураб Соткилава, Елена Образцова, Владимир Овчинников, Александр Князев, Аскар и Ильдар Абдразаковы, Андрей Коробейников, Никита Борисоглебский, Иван Почекин, Айлен Притчин, Лукас Генюшас, Борис Андрианов и многие другие.
С 2018 года коллектив получил новый импульс к развитию: на должность генерального директора был назначен знаменитый кларнетист, заслуженный артист Республики Башкортостан Артур Назиуллин. По его приглашению в 2019 г. главным дирижёром оркестра стал один из самых ярких и успешных молодых дирижёров — дирижёр Государственной академической симфонической капеллы и Большого театра России Дмитрий Крюков.
Сегодня руководство оркестра нацелено на максимальное повышение уровня исполнения классической симфонической музыки, а также на привлечение в творческий коллектив музыкантов федерального и международного уровня.
Госоркестр сотрудничает с ведущими учреждениями культуры России: Московской государственной академической филармонией, Национальным филармоническим оркестром России, Международным Благотворительным фондом Владимира Спивакова, Санкт-Петербургским Домом музыки, Государственной академической симфонической капеллы им. А. А. Юрлова и другими.

## Достижения
Диплом I-го открытого всероссийского конкурса оркестров России
30 января 2021 года впервые в истории творческого коллектива НСО РБ выступил в одном из самых знаменитых концертных залов мира — Концертном зале имени П. И. Чайковского Московской государственной академической филармонии.
9 июня 2021 года НСО РБ вместе с народным артистом России Денисом Мацуевым становится хедлайнером Федеральной благотворительной акции «Время высокой музыки».
7 октября 2021 года оркестр впервые выступил на Всероссийском симфоническом форуме в г. Екатеринбурге на сцене Большого зала Свердловской государственной академической филармонии, получив звание «Открытие Форума».
7 декабря 2021 года — НСО РБ стал первым коллективом из Башкортостана, который выступил с сольным концертом в одной из самых знаменитых залов мира — в Большом зале Санкт-Петербургской филармонии им. Д.Д. Шостаковича.

## Главные дирижёры
- Камалов, Тагир Таузяхович (1992—2012)
- Сулейманов, Рустэм Салихович (2012—2014)
- Якупов Раушан Ахметович (2015—2018)
- Крюков Дмитрий Сергеевич (2019 — н.в.)